# Žibritov
Žibritov je obec na Slovensku v okrese Krupina. Žije zde 73 obyvatel.

## Polohopis
Je situována v jihovýchodní části Štiavnických vrchů na rozhraní Skalky, Sitnianského předhůří a Krupinské planiny - podcelku Bzovícka pahorkatina.
Spolu s dalšími pěti obcemi regionu (Baďan, Beluj, Kráľovce-Krnišov, Počúvadlo a  Prenčov) je součástí sdružení Mikroregión Južné Sitno. Katastr obce má rozlohu 996 ha.

## Dějiny
První zmínka o obci pochází z roku 1266. V minulosti patřila více majitelům (hrad Lietava, Sitnianské panství, Koháryové, Koburgové). V letech 1442–1446 byly v obci nájezdy husitských vojsk. V letech 1544 a 1576 byla obec napadena a vypleněna Turky. V roce 1700 byla postavena obecná škola a v roce 1838 evangelický kostel. V roce 1807 obec vyhořela. 
Středu obce dominuje malá bašta (zvonička) postavená v roce 1586, která je pozůstatkem bývalého zámečku s kostelem a sloužila jako strážní a obranná věž v období tureckých nájezdů. Do léta 2009 ji zdobil i zvon z roku 1680 od známého zvonaře Balthasara Herolda z Vídně. Obyvatelé se v minulosti zabývali především výrobou dřevěného uhlí, které bylo potřebné pro důlní hutě, později zemědělstvím, ovocnářstvím a okrajově i vinohradnictvím. Původní architekturu obce tvořily kamenné tříprostorové domy se slaměnou střechou. 
Ve znaku obce, který vychází z historické pečeti, dominuje motiv révy se čtyřmi třásněmi hroznů ovinutými kolem dřevěného kola, což poukazuje na fakt, že pěstování révy v obci má svou tradici. V obci a blízkém okolí se natáčely některé exteriéry prvního slovensko-maďarského koprodukčního filmu Dáždnik svätého Petra (1958) v hlavní roli s Karlem Machatou i filmů Stopy na Sitne (1968) a Cesta ženy (1974).

## Kultura a zajímavosti

### Památky
- Zvonice, původně bašta opevněného středověkého kostela, z něhož se dochovaly jen nevýrazné ruiny. Jedná se o zděnou kruhovou stavbu s dřevěnou nástavbou. Kostel byl opevněn v roce 1582 v souvislosti s dobovým tureckým nebezpečím. Součástí zvonice byl až do roku 2009 i historický zvon z roku 1680.
- Evangelický kostel, jednolodní původně klasicistní stavba se segmentovým ukončeným kněžištěm a představěnou věží z roku 1838. Věž kostela je modernistická přístavba z 20. století. Fasáda věže je částečně cihlová, částečně z hrubě opracovaných kamenných kvádrů. Věž je ukončena barokizující helmicí s laternou. Interiér kostela je zaklenut pruskými klenbami. Oltář je klasicistní sloupová architektura z roku 1838 s obrazem Ježíš Kristus, signovaný monogramem A. P. Dále se tam nachází kamenná kazatelna s dřevěným baldachýnem z doby vzniku kostela. Křtitelnice je také kamenná, pochází z poloviny 19. století.

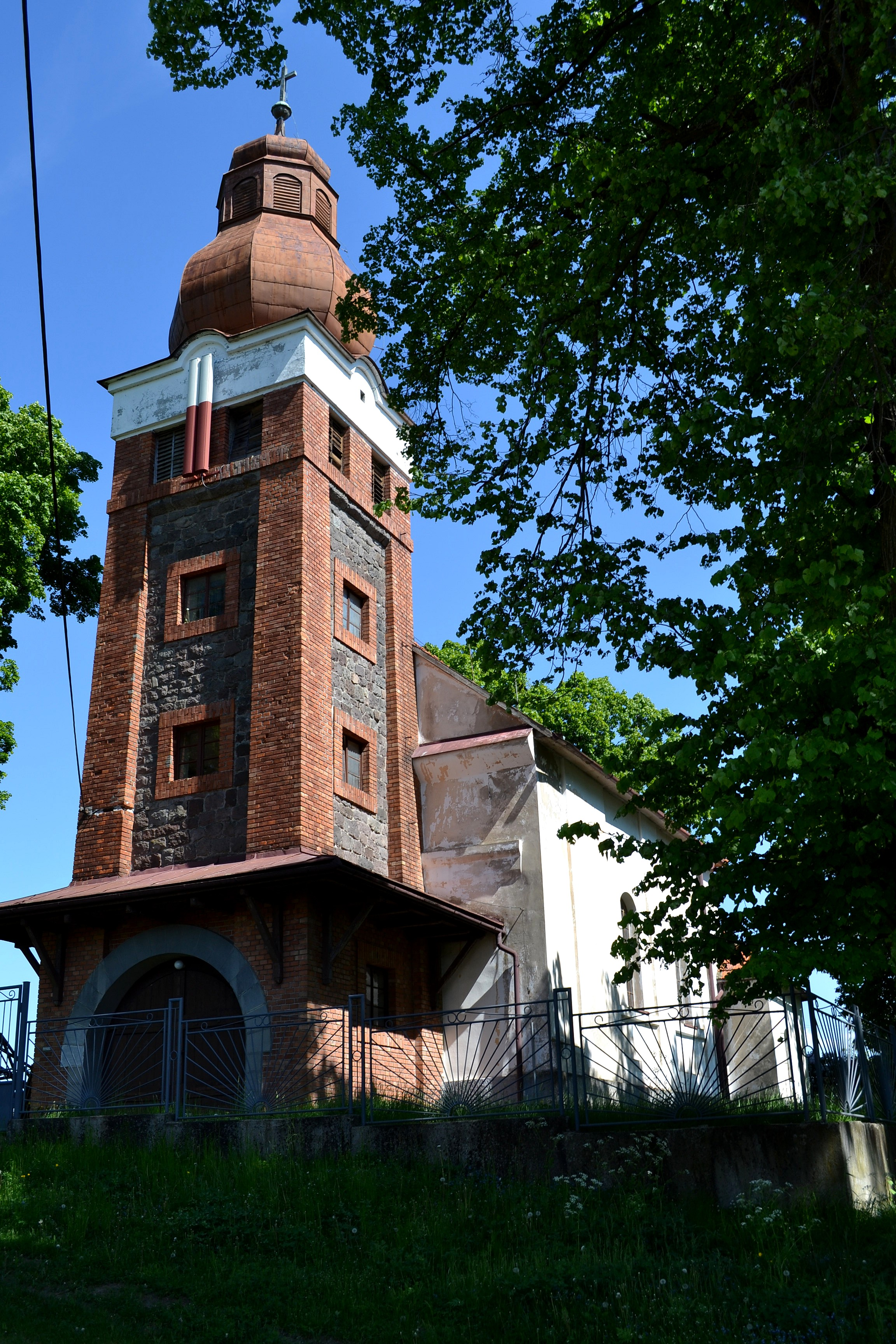
Evangelický kostel
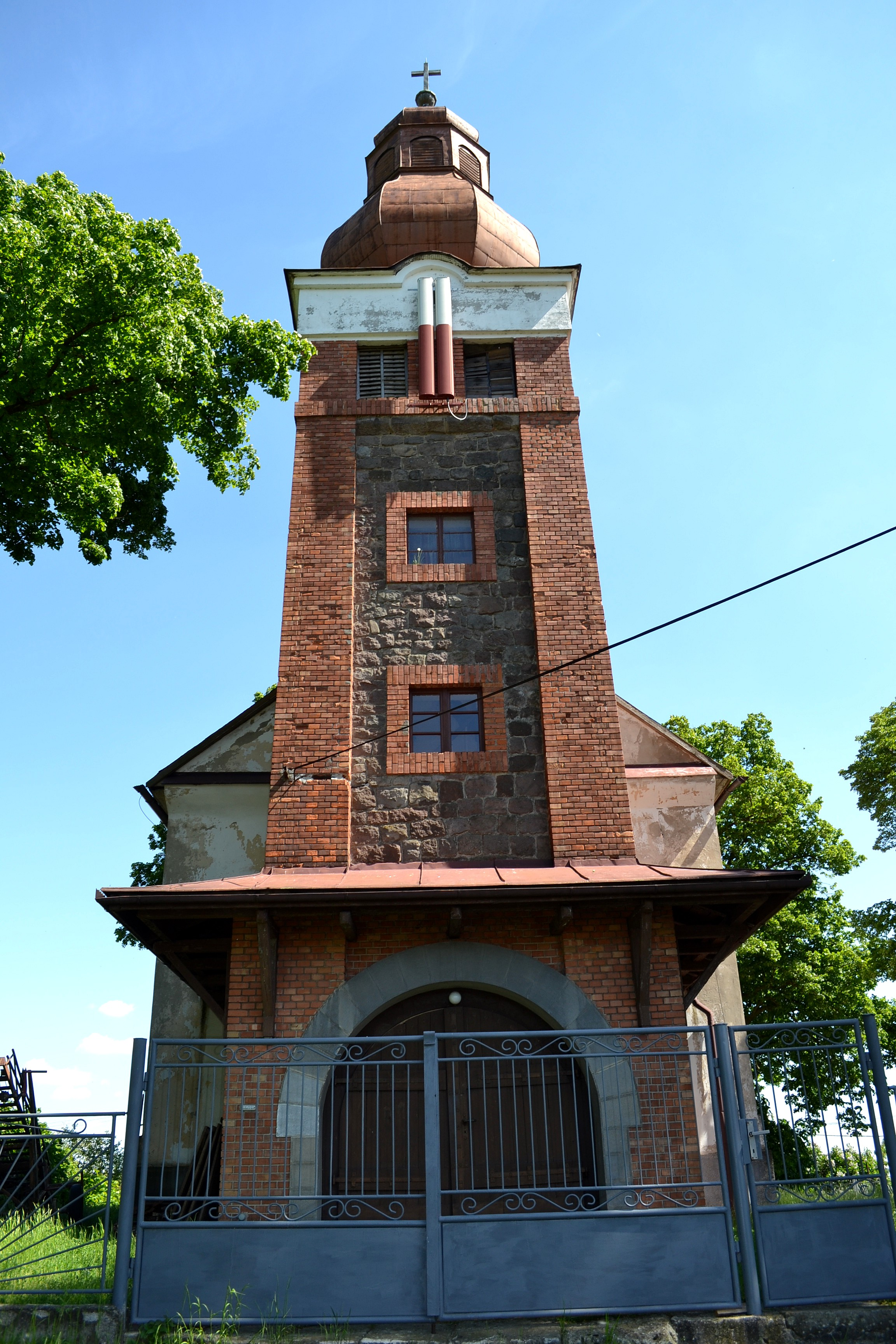
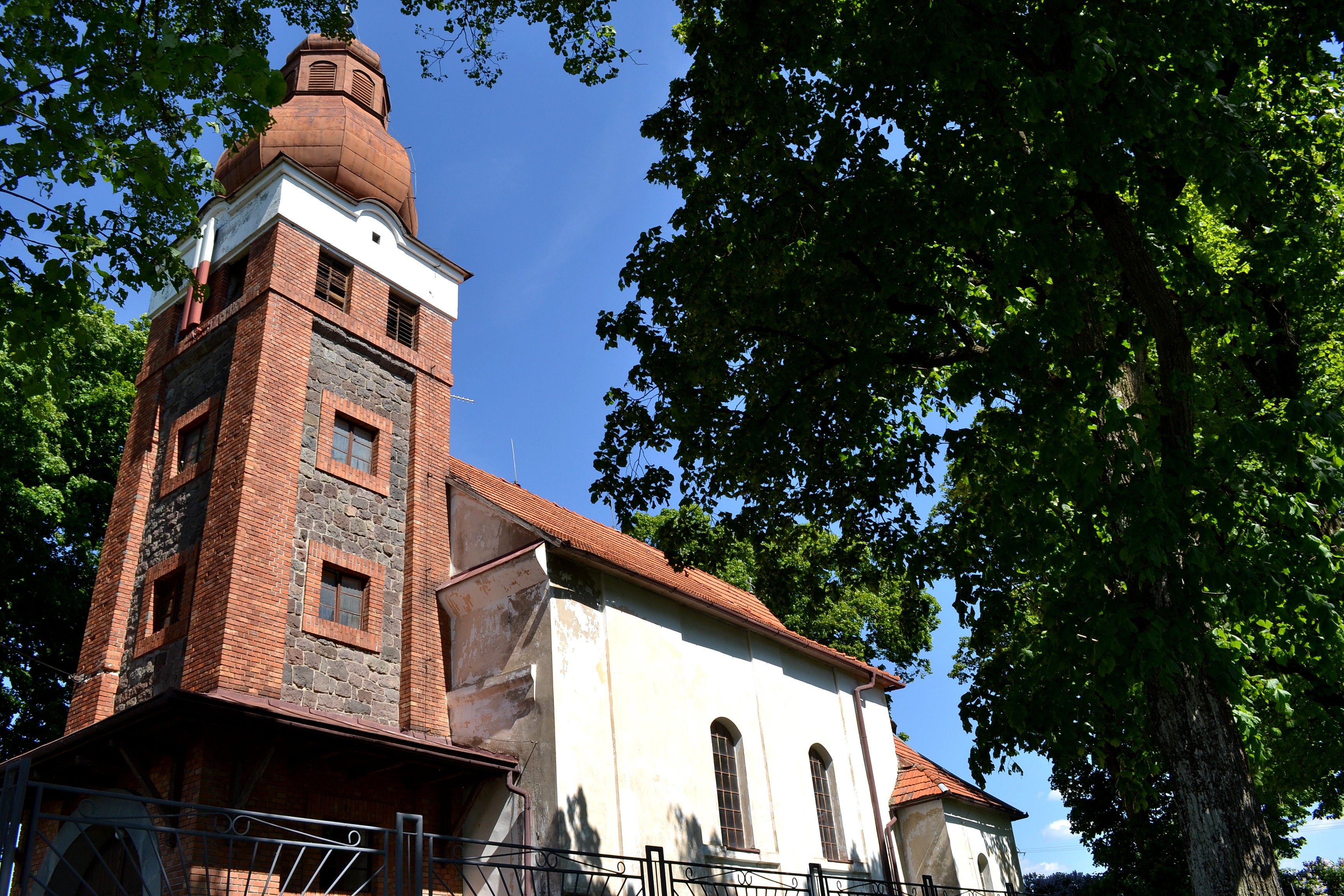

- Soubor lidových domů, jedná se o zděné jednopodlažní víceprostorové stavby na půdorysu obdélníku. Památkově chráněné jsou domy číslo 5, 38 a 53.

### Přírodní zajímavosti
Zajímavostí je geologický výtvor nazýván Štangarígeľ (Krupinská bradla) a Sixova stráň. Za raritu lze považovat poslední obhospodařované vinice s révou starší více než 70 let, nacházející se na jižním úbočí vrchu Veinperg (Viniční vrch) nad údolím potoka Bebrava v nadmořské výšce 460–485 m n. m. Ale bývalé, už zaniklé vinice (v 60. letech 20. st.) vystupovaly až po kótu 520  m n. m., takže v té době to byly pravděpodobně nejvýše položené vinice na Slovensku. Obec dnes drží jeden primát - v současnosti je to nejvýše položená obec na Slovensku s vlastními vinicemi. 
Z vrcholových poloh některých nezalesněných kopců v okolí obce je za příznivého počasí pěkný výhled do doliny Bebravy - pravostranného přítoku řeky Krupinice, na Krupinskou planinu až k maďarskému pohoří Börzsöny, jakož i na Banskou Štiavnici a na Sitno. Nad obcí je malá vodní nádrž s možností koupání a rybolovu. Ještě dále směrem na Svätý Anton se nachází zrekonstruovaná bývalá hájovna "Rázdel", která je využívána pro rekreační účely. Asi 1 km od ní roste 280letý dub zimní nazývaný "Vlčí dub". K tomuto pamětníkovi dávných dob se dá dostat po modré turistické značce od zmiňované chaty. V lokalitě "Hlina" na úpatí Hrubé hory rostou na bývalých pastvinách statné duby cerové s obvodem kmene 4–5 metrů. V okolních dubových a dubovo-bukových lesích žije srnčí, jelení, dančí, mufloní zvěř a divoká prasata. Potvrzený je i výskyt lišky, jezevce, kočky divoké, rysa i medvěda.
Dne 11. listopadu 2011 byla slavnostně otevřena Žibritovská naučná stezka. Čtyři informační tabule nacházející se na naučné stezce informují návštěvníky o geologické minulosti okolí obce. Chodník začíná u bývalé žibritovské fary a pokračuje dolinou potoka Bebrava až na Štangarígeľ.

## Osobnosti obce

### Rodáci
- Martin Hranko (1899–1940), prozaik, autor literatury pro děti a mládež
- Kazimír Bezek (1908–1952), básník, dramatik a veřejný činitel.